# Franz Xaver von Baader
Franz Xaver von Baader (Múnich, 27 de marzo de 1765-Múnich, 23 de mayo de 1841) fue un filósofo y teólogo laico alemán.

## Pensamiento filosófico
Es difícil resumir la filosofía de Baader, ya que expresa sus pensamientos más oscuros y profundos a través de aforismos y analogías místicas. Se embarcó tardíamente en la filosofía, habiendo enseñado incluso filosofía en Múnich. Antes de convertirse en filósofo, había trabajado como mineralogista.
Sus doctrinas son principalmente ensayos y comentarios sobre los escritos de Jakob Böhme y Louis Claude de Saint-Martin. Sin embargo, hay puntos importantes que marcan el esquema de su pensamiento. Baader parte de la posición de que la razón humana por sí sola nunca puede alcanzar el fin que busca, y sostiene que no podemos descartar las suposiciones de la Iglesia: la fe y la tradición. Su punto de vista puede ser descrito desde un cierto ángulo como escolástico, ya que, al igual que los doctores escolásticos, cree que la teología y la filosofía de las ciencias no se oponen, pero esto tiene que aclarar las verdades dadas por la autoridad y la revelación. No obstante, en su intento de acercar aún más el reino de la fe y el conocimiento, se acerca al misticismo de Eckhart, Paracelso y Jakob Böhme. Dios fue concebido más como un proceso de autocreación que como un ser.
Fue un fuerte opositor de las ideas de la Ilustración, rechazando, por ejemplo, la noción de autonomía moral de Immanuel Kant. Este punto de vista era similar al de Schelling y hubo una influencia recíproca entre ellos. Se embarcó en una tradición religiosa y mística arraigada en el gnosticismo y el neoplatonismo. Sus textos, que critican a la Iglesia católica por la forma en que ejerce el poder político y eclesiástico, acabaron siendo condenados por la Santa Sede.